# 中桐康介
中桐 康介（なかぎり こうすけ、12月28日 - ）は、西日本放送のアナウンサー。
岡山県玉野市出身。岡山大学を卒業後、2013年に西日本放送に入社。

## 人物
身長183cm。血液型O型。
趣味は一人飲み、ビリヤード、野球（草野球チームの監督兼選手）、演劇鑑賞。学生時代には自らも岡山の劇団に所属し、演劇活動に明け暮れていた。

## 担当番組

### テレビ番組
- シアワセ気分!
- こちらハッピー探偵社2nd - 探偵 役[2]
- RNC news every. - メインキャスター（金曜）
- RNCニューススポット
- JUSTNEWS
- 大王製紙エリエールレディスオープン - 実況（最終日・日本テレビ系全国ネット）

### ラジオ番組
- RNC TODAY - パーソナリティ（火曜・水曜 → 月曜 → 水曜）
- 梶つよしのカジラジ！[3]
- さわやかラジオ 気分上々 - パーソナリティ（金曜 → 木曜・金曜）
- こんにちは香川県です
- スポーツ中継
- ギリっとイコ〜!! - パーソナリティ
- さわやかラジオ おはようハイタッチ! - パーソナリティ（水曜・木曜）